# Кетовський район
Кето́вський район (рос. Кетовский район) — адміністративна одиниця Курганської області Російської Федерації.
Адміністративний центр — село Кетово.

## Населення
Населення району становить 61770 осіб (2017; 55427 у 2010, 56488 у 2002).

## Адміністративно-територіальний поділ
На території району 25 сільських поселень:
| Поселення                      | Площа, км² | Населення, осіб (2002) | Населення, осіб (2010) | Населення, осіб (2017) | Центр               | Населені пункти |
| ------------------------------ | ---------- | ---------------------- | ---------------------- | ---------------------- | ------------------- | --------------- |
| Барабинська сільська рада      | 193,02     | 1495                   | 1461                   | 1474                   | Бараба              | 4               |
| Введенська сільська рада       | 56,96      | 4358                   | 5206                   | 5876                   | Введенське (село)   | 5               |
| Великочаусовська сільська рада | 198,38     | 2009                   | 2413                   | 3014                   | Велике Чаусово      | 4               |
| Залізнична сільська рада       | 5,40       | 2357                   | 2371                   | 2962                   | Введенське (селище) | 2               |
| Іковська сільська рада         | 7,24       | 3270                   | 4934                   | 4935                   | Іковка              | 4               |
| Каширінська сільська рада      | 138,60     | 1372                   | 1363                   | 1396                   | Каширіно            | 2               |
| Кетовська сільська рада        | 12,38      | 7574                   | 7767                   | 9260                   | Кетово              | 2               |
| Колесниковська сільська рада   | 123,79     | 1167                   | 1272                   | 1636                   | Колесниково         | 4               |
| Колташевська сільська рада     | 134,28     | 2009                   | 2072                   | 2456                   | Колташево           | 6               |
| Лісниковська сільська рада     | 17,57      | 6690                   | 6680                   | 8234                   | Лісниково           | 5               |
| Марковська сільська рада       | 113,09     | 749                    | 622                    | 573                    | Марково             | 2               |
| Менщиковська сільська рада     | 142,08     | 1740                   | 1743                   | 1699                   | Менщиково           | 2               |
| Митинська сільська рада        | 217,47     | 1198                   | 1123                   | 1156                   | Митино              | 3               |
| Новосидоровська сільська рада  | 50,88      | 2514                   | 2514                   | 2696                   | Нова Сидоровка      | 2               |
| Падерінська сільська рада      | 130,37     | 1229                   | 1324                   | 1456                   | Падерінське         | 5               |
| Піменовська сільська рада      | 88,44      | 636                    | 618                    | 687                    | Піменовка           | 1               |
| Просвітська сільська рада      | 331,47     | 1904                   | 3165                   | 3328                   | Просвіт             | 2               |
| Раковська сільська рада        | 53,52      | 601                    | 484                    | 462                    | Велике Раково       | 3               |
| Садовська сільська рада        | 160,80     | 2686                   | 2619                   | 2755                   | Садове              | 4               |
| Світлополянська сільська рада  | 18,45      | 777                    | 799                    | 817                    | Світлі Поляни       | 3               |
| Сичовська сільська рада        | 110,11     | 1045                   | 960                    | 1027                   | Сичово              | 2               |
| Становська сільська рада       | 73,93      | 626                    | 608                    | 563                    | Станова             | 2               |
| Старопросвітська сільська рада | 697,13     | 1054                   | 1121                   | 1090                   | Старий Просвіт      | 2               |
| Часниківська сільська рада     | 74,14      | 627                    | 563                    | 532                    | Часники             | 1               |
| Шмаковська сільська рада       | 175,60     | 1901                   | 1625                   | 1686                   | Шмаково             | 4               |

25 жовтня 2017 року були ліквідовані Чашинська сільська рада (територія приєднана до складу Іковської сільської ради), Темляковська сільська рада (територія приєднана до складу Барабинської сільської ради), Рівненська сільська рада (територія приєднана до складу Митинської сільської ради).

## Найбільші населені пункти
| №  | Населений пункт     | Населення, осіб (2002) | Населення, осіб (2010) |
| -- | ------------------- | ---------------------- | ---------------------- |
| 1  | Кетово              | 7 126                  | 7 251                  |
| 2  | Лісниково           | 5 832                  | 5 056                  |
| 3  | Іковка              | 2 269                  | 4 672                  |
| 4  | Введенське (село)   | 3 913                  | 4 537                  |
| 5  | Просвіт             | 1 884                  | 3 149                  |
| 6  | Введенське (селище) | 2 338                  | 2 354                  |
| 7  | Велике Чаусово      | 1 663                  | 2 026                  |
| 8  | Садове              | 1 939                  | 1 938                  |
| 9  | Нова Сидоровка      | 1 907                  | 1 893                  |
| 10 | Каширіно            | 1 346                  | 1 338                  |